# Білявка
«Білявка» (англ. Blonde) — художній фільм режисера та сценариста Ендрю Домініка в жанрі психологічної драми, розповідає про життя Мерілін Монро, екранізація однойменного роману письменниці Джойс Керол Оутс. Головні ролі в ньому зіграли Ана де Армас, Едрієн Броуді, Боббі Каннавале, Ксав'єр Семюель та Джуліанна Ніколсон. Світова прем'єра відбулася 8 вересня 2022 року в рамках конкурсної програми 79 Венеційського кінофестивалю, а реліз на Netflix відбувся 28 вересня 2022 року.

## Сюжет
У дитинстві Норма Джин Мортенсон зростає в бідності.   Її виховує  психічно неврівноважена мати Гледіс.  На семиліття Норми в 1933 році їй дарують фотографію в рамці чоловіка, якого Гледіс вважає її батьком.  Пізніше тієї ночі на Голлівудських пагорбах спалахує пожежа, і Гледіс підвозить туди Норму Джин, стверджуючи, що там живе її батько, але змушена повернутися додому за наказом поліції.  Розлючена Гледіс намагається втопити Норму Джин у ванні, коли та запитує про свого батька, але відпускає її.  Норма Джин тікає до сусіда, який обіцяє, що з нею все буде добре.  Через кілька днів Норму Джин відправляють у прийомну сім’ю, а Гледіс – у психіатричну лікарню, оскільки її визнали нездатною виховувати дитину.
У 1940-х Норма Джин стає дівчиною в стилі пін-ап під псевдонімом Мерилін Монро, з'являючись на обкладинках журналів і календарях.  Вона вирішує спробувати акторську кар’єру і в 1950 році проходить прослуховування на роль Нелл у фільмі «Не стукай», яка проходить погано після того, як вона розбивається й йде в сльозах, але справляє на кастинг-директора достатньо враження, щоб надати їй роль.  Коли її акторська кар’єра невпинно розвивається, вона зустрічає Чарльза «Кесса» Чапліна-молодшого та Едварда Г. «Едді» Робінсона-молодшого, з якими вона починає поліамурні стосунки.  Норма Джин отримує свою проривну роль у 1953 році у фільмі «Ніагара», але після того, як її помітили на публіці з Кесс та Едді, керівник студії сказав їй обмежити свою появу з ними на публіці, що засмучує її, оскільки вона відчуває себе Мерилін.  це лише роль, а не її справжня сутність.
Норма Джин вагітніє, на свою радість, але зрештою вирішує зробити аборт через страх, що дитина може успадкувати психічні проблеми Гледіс.  Однак у день призначення вона передумає, але вже пізно.  Пізніше вона зустрічає Джо Ді Маджіо, спортсмена на пенсії, який співчуває їй, коли вона висловлює бажання залишити Голлівуд і стати більш серйозною актрисою в Нью-Йорку.  Коли вона знімається у фільмі «Джентльмени віддають перевагу блондинкам», вона отримує листа від чоловіка, який стверджує, що він її батько.  На прем'єрі фільму Норма Джин відчуває себе відірваною від своєї ролі на екрані, кажучи, що це не вона.  Вона повертається до свого готельного номера, коли їй сказали, що її там хтось чекає.  Очікуючи, що це буде її батько, вона натомість знаходить Джо, який просить одружитися з нею, що вона приймає неохоче.
Шлюб Норми Джин і Джо зіпсувався, коли Кесс і Едді дали Джо кілька її оголених рекламних фотографій, що так розлютило Джо, що він вдарив її і вимагав, щоб вона відмовилася зніматися в «Сверблячці сьомого року» з принципу.  Однак вона все одно проходить зйомки, виконавши відомий рекламний трюк з білою сукнею.  Коли вона повертається додому, п’яний Джо кричить і вдається до неї фізично.  Невдовзі вона з ним розлучається.
У 1955 році Норма Джин їде на Бродвей, де проходить прослуховування у «Магді», написаній відомим драматургом Артуром Міллером.  Під час читання її гра вражає всіх, крім Артура, який не впевнений, що вона зможе зіграти Магду, але він зрештою полюбляє її, коли вона надає йому глибокий аналіз персонажа.  Норма Джин і Артур одружуються і переїжджають до Мен, де вона живе з ним щасливим життям і завагітніла.  Однак одного разу, гуляючи по пляжу, вона спіткнулася і сталася викидень.  Збентежена, незабаром вона повертається до акторської діяльності.
Під час зйомок у фільмах «У джазі тільки дівчата» Норма Джин стає більш неконтрольованою: вона приголомшена постійною увагою преси, відчуває, що над нею жартують, часто влаштовує спалахи на знімальному майданчику, особливо щодо режисера Біллі Уайлдера, і все більше віддаляється від Артура  .  Щоб впоратися зі стресом, вона починає приймати таблетки.
У 1962 році життя Норми Джин змінилося, і вона стала залежною від наркотиків і алкоголю.  Під час польоту до Нью-Йорка до неї звертаються агенти ФБР, де вона потрапляє в готель і має сексуальний контакт із президентом, який швидко стає неприємним, коли він сексуально насильство над нею.  Вже ошелешена та під дією таблеток, вона галюцинує, що робить ще один аборт, і її відправляють назад додому в Лос-Анджелес.  Вона дізнається від Едді по телефону, що Кесс помер і залишив їй щось, що вона спочатку відмовляється бачити, але переконаний Едді, який відправляє це в пакеті поштою.  Пам’ятним подарунком Кесс виявилося плюшеве м’ясо тигра, яке вона мала в дитинстві, а в пакунку також є лист, у якому він зізнається, що листи, які Норма Джин отримувала нібито від свого батька, насправді були від нього.
Норма Джин, ще більше збентежена та самотня, розбита одкровенням.  Вона приймає передозування барбітуратів і, спотикаючись, повертається до ліжка;  коли вона вмирає, їй привидівся її батько, зображений як чоловік на фотографії, яку Гледіс подарувала їй на її сьомий день народження, вітаючи її в потойбічному світі.

## У ролях
| Актор             | Роль                       |
| ----------------- | -------------------------- |
| Ана де Армас      | Норма Джин / Мерілін Монро |
| Едрієн Броуді     | Артур Міллер               |
| Боббі Каннавале   | Джо Ді Маджо               |
| Ксав'єр Семюель   | Чарлі Чаплін-молодший      |
| Джуліанн Ніколсон | Гледіс                     |
| Лілі Фішер        | Норма Джин у дитинстві     |
| Каспар Філіпсон   | Джон Ф. Кеннеді            |
| Тобі Хасс         | Вайті                      |
| Сара Пекстон      | міс Флін                   |
| Девід Варшофський | містер З                   |
| Ерік Матені       | Джозеф Коттен              |
| Майкл Масіні      | Тоні Кертіс                |
| Равіль Ісянов     | Біллі Вайлдер              |
| Скут Макнейрі     | Том Юелл                   |

## Виробництво та реліз
Проект був анонсований у травні 2010 року, причому головну роль мала зіграти Наомі Воттс, а Ендрю Домініку належало стати режисером і автором сценарію.  Старт виробництва був запланований на січень 2011 року, але зйомки тоді так і не почалися. Домінік пізніше заявив, що сподівається на відновлення роботи у 2013 році. У квітні 2014 року Джессіка Честейн замінила Воттс у ролі Монро, проте через кілька місяців стало відомо, що актриса залишила проект з невідомих причин. У серпні 2016 року Netflix придбав права на дистрибуцію фільму. У березні 2019 року стало відомо, що пре-продакшн офіційно стартував, а Ана де Армас була затверджена на головну роль, в той час як Бред Пітт, Деде Гарднер, Джеремі Клейнер, Трейсі Лендон і Скотт Робертсон з кінокомпанії Plan B Entertainment виступлять продюсерами. Зйомки розпочалися 4 серпня 2019 року і проходили в Лос-Анджелесі до 6 жовтня.
Влітку 2021 стало відомо про те, що між режисером фільму і Netflix розгорівся конфлікт через фінальну версію стрічки.  Побачивши готовий фільм, керівники сервісу жахнулися від зайвої відвертості та сцен зґвалтування. Вони наполягали, щоб ці кадри були вирізані, проте Ендрю Домінік був категорично проти. В результаті вихід фільму кілька разів переносився. Після довгих розглядів Домініку все ж таки дозволили випустити стрічку в режисерській версії, надавши їй найдоросліший рейтинг — NC-17. Картина стала першим оригінальним проектом від Netflix із таким рейтингом.
Світова прем'єра фільму відбулася в рамках конкурсної програми 79 Венеційського кінофестивалю 8 вересня 2022 року. 9 вересня стрічку було представлено на Фестивалі американського кіно в Довілі, в рамках якої Ана де Армас була удостоєна нагороди «Висхідна зірка Голлівуду». 16 вересня фільм вийшов в обмежений прокат деякими містами США. Реліз на Netflix відбувся 28 вересня.

## Сприйняття
Фільм отримав змішані відгуки від критиків. На сайті-агрегаторі Rotten Tomatoes рейтинг схвалення склав 42% на основі 280 рецензій критиків із середньою оцінкою 5.5/10. Консенсус сайту говорить: «На «Білявку» може бути важко дивитися, оскільки вона вагається між коментарями про експлуатацію та участю в ній, але блискучий виступ Ани де Армас не дозволяє відвести погляд від фільму ні на хвилину». На Metacritic фільм отримав 50 балів зі 100 на основі 56 рецензій, що вказує на «змішані або середні відгуки».
Критики були в захваті від гри Ани де Армас, високо оцінили візуальну та операторську роботу, проте неоднозначно поставилися до режисерського бачення Ендрю Домініка: звучали думки, що фільм занадто трагічний, тягучий і місцями неприємний через детальні та жорстокі сцени сексу та інші інтимні моменти. На світовій прем'єрі в рамках 79 Венеційського кінофестивалю глядачі удостоїли творців картини 14-ти хвилинними стоячими оваціями, що стало рекордом року на фестивалі.
Джойс Керол Оутс, автор роману, за яким було знято фільм, назвала його «вишуканим портретом Мерілін Монро, створеним Аною де Армас і режисером Ендрю Домініком; якби на місці хоч одного з них був хтось інший, то, можливо, такого бездоганного результату не вийшло б. Тон фільму важко класифікувати: не сюрреалістичний, але й не повністю реалістичний, не „жахливий“, але просякнутий страхом жаху».  Особливої похвали удостоїлася Ана де Армас, гру якої автор назвала «вражаючою».
Актриса Джеймі Лі Кертіс, дочка актора Тоні Кертіса, який знімався з Монро у фільмі «У джазі тільки дівчата» та за сумісництвом колега Ани де Армас за фільмом «Дістати ножі», побачивши чорновий монтаж картини, заявила: «Я впала на підлогу. Я не могла в це повірити. Ана повністю зникла. Вона була Мерілін».
Едрієн Броуді, який зіграв у фільмі третього чоловіка Монро, Артура Міллера, так відгукнувся про картину: «Це чудово і потужно. Ендрю Домінік просто приголомшливий, і я дуже вдячний, що мені довелося попрацювати з ним. Він такий талановитий, і Ана де Армас просто неймовірно чудова. Вона чарівна як Мерілін, як Норма Джин. Дуже переконлива».
Бред Пітт, який є одним із продюсерів фільму, заступаючись за Ану де Армас щодо критики у бік її кубинського акценту, сказав: «Вона феноменальна у цій ролі. Це було складне завдання, на створення фільму пішло десять років. Тільки знайшовши Ану, ми нарешті змогли дістатися фінішу».
Фільм викликав суперечки, коли стало відомо, що йому було присвоєно найдоросліший рейтинг NC-17, багато хто побоювався, що він буде експлуататорським по відношенню до Монро. Говорячи про рейтинг в інтерв'ю виданню Screen Daily, режисер Ендрю Домінік заявив: «Це вибагливий фільм. Якщо він не подобається публіці, це проблема чортової публіки. Він не балотується на державну посаду».
Після виходу трейлерів до фільму, вибір де Армас на роль Монро викликав відносно негативну реакцію, оскільки деякі глядачі вважали, що її етнічне походження не відповідає походженню Монро, а також скаржилися, що у мові чується кубинський акцент. Офіційні представники Монро з компанії The Marilyn Monroe Estate виступили на підтримку де Армас, заявивши: «Мерілін Монро — єдина у своєму роді ікона Голлівуду та поп-культури, яка виходить за межі поколінь та історії. Будь-який актор, який береться за цю роль, знає, що на нього покладено величезну відповідальність. Судячи з трейлера, Ана де Армас — чудовий вибір.  Вона точно передала гламур, людяність та вразливість Мерілін Монро. Нам не терпиться побачити фільм цілком!».